# Platyptilia thiosoma
Platyptilia thiosoma là một loài bướm đêm thuộc họ Pterophoridae. Nó được tìm thấy ở Kenya.